# Rhizotrogus subsinuatus
Rhizotrogus subsinuatus är en skalbaggsart som beskrevs av Baguena 1955. Rhizotrogus subsinuatus ingår i släktet Rhizotrogus och familjen Melolonthidae. Inga underarter finns listade i Catalogue of Life.